# راس گلابرا
راس گلابرا (نام علمی: Rhus glabra) نام یک گونه از سرده سماق است.

## نگارخانه

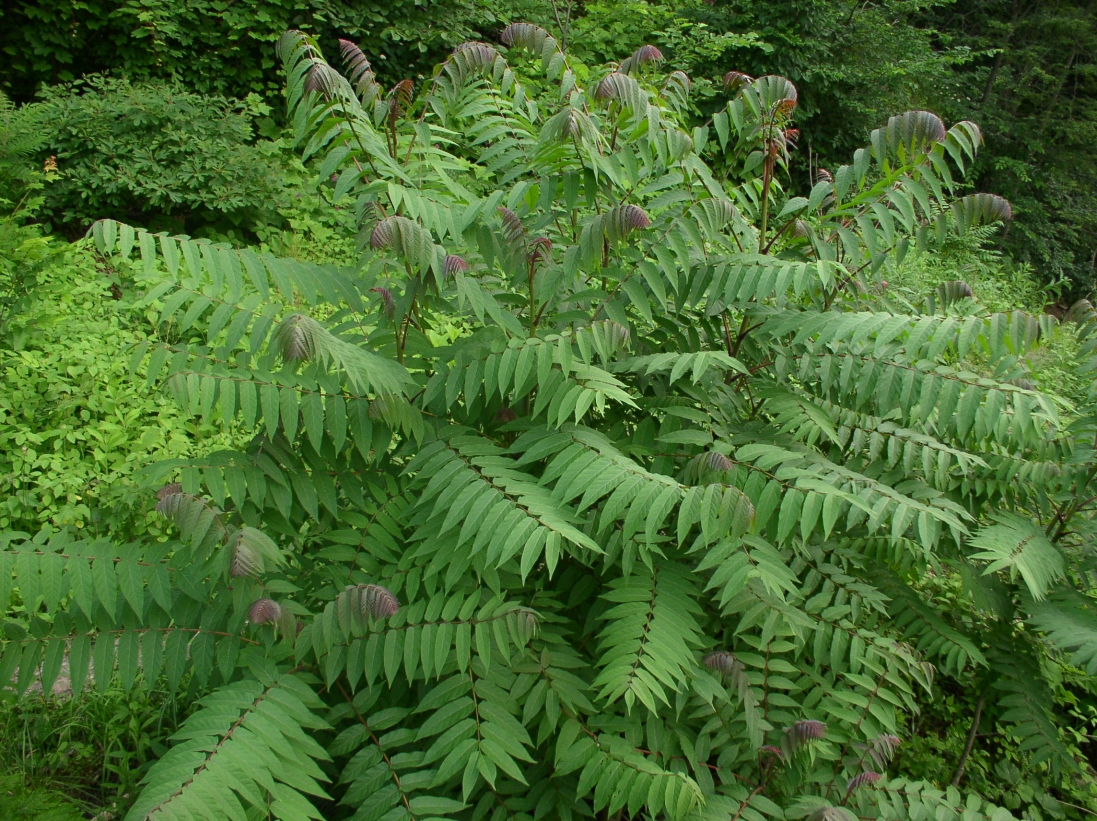